# Kypello Ellados 1966-1967
La Coppa di Grecia 1966-1967 è stata la 25ª edizione del torneo. La competizione è terminata il 6 luglio 1967. Il Panathīnaïkos ha vinto il trofeo per la quarta volta, battendo in finale il Panionios.

## Primo turno
| Squadra 1        | Risultato    | Squadra 2                 |
| ---------------- | ------------ | ------------------------- |
| Fostiras         | 3 – 2        | Attikos                   |
| Asteras Zografou | 3 – 2        | Egaleo                    |
| Panelefsiniakos  | 2 – 0 a tav. | AE Mytilenes              |
| Rodiakos         | 2 – 0        | Vyzas                     |
| OFI Creta        | 8 – 1        | Minotauro Mournion Chania |
| Arkadikos        | 0 – 1        | Panaigialeios             |
| AO Giannina      | 2 – 0 a tav. | Panīleiakos               |
| Nikī Volo        | 1 – 0        | Olympiakos Volos          |
| Lamia            | 2 – 0        | Olympiakos Chalkida       |
| GAS Veria        | 3 – 2 (dts)  | PAOK                      |
| Aspis Xanthi     | 2 – 0        | Panserraïkos              |
| Arīs Salonicco   | 2 – 0        | Elpida Kryoneriou         |
| Īraklīs          | 2 – 1 (dts)  | Pierikos                  |
| Atromītos        | ?–?          | ?                         |
| Athīnaïkos       | ?–?          | ?                         |
| MENT             | ?–?          | ?                         |

Passa automaticamente il turno:
| Squadra            |
| ------------------ |
| AEK Atene          |
| Olympiacos         |
| Kavala             |
| Trikala            |
| Ethnikos Pireo     |
| Panathīnaïkos      |
| Proodeftikī        |
| Ethnikos Pilea     |
| Apollōn Kalamarias |
| AO Chania          |
| Chalandri          |
| Paniōnios          |
| Finikas Polichni   |
| Apollōn Smyrnīs    |
| Atromītos Pireo    |
| Panachaïkī         |

## Sedicesimi di finale
| Squadra 1       | Risultato    | Squadra 2          |
| --------------- | ------------ | ------------------ |
| Paniōnios       | 1 – 0        | Atromītos          |
| Apollōn Smyrnīs | 6 – 0        | Fostiras           |
| Panathīnaïkos   | 2 – 1        | Asteras Zografou   |
| AO Giannina     | 1 – 2        | Ethnikos Pireo     |
| AEK Atene       | 4 – 0        | Athīnaïkos         |
| Lamia           | 2 – 1        | Chalandri          |
| Panachaïkī      | 4 – 0        | Atromītos Pireo    |
| Rodiakos        | 0 – 0 (dts)  | Panelefsiniakos    |
| AO Chania       | 1 – 2        | Proodeftikī        |
| OFI Creta       | 2 – 0 a tav. | Panaigialeios      |
| Olympiacos      | 3 – 1        | Nikī Volo          |
| Trikala         | 4 – 1        | Finikas Polichni   |
| Kavala          | 2 – 0        | GAS Veria          |
| Aspis Xanthi    | 2 – 1        | Arīs Salonicco     |
| Ethnikos Pilea  | 1 – 0 (dts)  | MENT               |
| Īraklīs         | 2 – 1 (dts)  | Apollōn Kalamarias |

## Ottavi di finale
| Squadra 1     | Risultato    | Squadra 2       |
| ------------- | ------------ | --------------- |
| Olympiacos    | 3 – 0        | Proodeftikī     |
| Panachaïkī    | 4 – 1        | Ethnikos Pilea  |
| Panathīnaïkos | 3 – 0        | Ethnikos Pireo  |
| Īraklīs       | 1 – 2 (dts)  | Panelefsiniakos |
| OFI Creta     | 3 – 1        | Lamia           |
| Aspis Xanthi  | 1 – 5        | AEK Atene       |
| Paniōnios     | 2 – 0 a tav. | Kavala          |
| Trikala       | 1 – 3        | Apollōn Smyrnīs |

## Quarti di finale
| Squadra 1       | Risultato    | Squadra 2       |
| --------------- | ------------ | --------------- |
| Olympiacos      | 0 – 2        | Apollōn Smyrnīs |
| OFI Creta       | 2 – 2 (dts)  | Paniōnios       |
| AEK Atene       | 1 – 2        | Panathīnaïkos   |
| Panelefsiniakos | 2 – 0 a tav. | Panachaïkī      |

## Semifinali
| Squadra 1     | Risultato | Squadra 2       |
| ------------- | --------- | --------------- |
| Paniōnios     | 3 – 0     | Panelefsiniakos |
| Panathīnaïkos | 2 – 1     | Apollōn Smyrnīs |

## Finale
| Arbitro: | Fulvio Pieroni ( Italia) |

|             |           |  |
| Grammos 56’ | Marcatori |  |